# Szwecja na Letnich Igrzyskach Olimpijskich 1900
Szwecję na Letnich Igrzyskach Olimpijskich 1900 w Paryżu reprezentowało 10 zawodników (wyłącznie mężczyzn). Najmłodszym olimpijczykiem był lekkoatleta Karl Gustaf Staaf (19 lat 100 dni) a najstarszym zawodnik szermierki Emil Fick (36 lat 301 dni)
Był to drugi start reprezentacji Szwecji na letnich igrzyskach olimpijskich.

## Medale

### Złote medale
brak

### Srebrne medale
brak

### Brązowe medale
Ernst Fast – Maraton

### Lekkoatletyka
Mężczyźni
- Isaac Westergren – 60 m (nieznany), 100 m (odpadł w eliminacjach)
- Eric Lemming – skok wzwyż (4. miejsce), skok o tyczce (4. miejsce), skok w dal (12. miejsce), trójskok (nieznany), rzut dyskiem (8. miejsce), rzut młotem (4. miejsce)
- Tore Blom – skok wzwyż (4. miejsce), skok w dal (11. miejsce)
- Karl Gustaf Staaf – skok o tyczce (7. miejsce), trójskok (nieznany), trójskok z miejsca (nieznany), rzut młotem (5. miejsce)
- August Nilsson – skok o tyczce (8. miejsce), pchnięcie kulą (9. miejsce)
- Gustaf Söderström – pchnięcie kulą (6. miejsce)
- Ernst Fast – maraton (3. miejsce)
- Johan Nyström – maraton (nieznany)

### Pływanie
Mężczyźni
- Erik Eriksson – 200 m kraulem (odpadł w eliminacjach), 1000 m kraulem (9. miejsce), 200 m żabką (8. miejsce)

### Przeciąganie liny
Mężczyźni
- August Nilsson, Karl Gustaf Staaf, Gustaf Söderström – przeciąganie liny (1. miejsce) *

* Dorobek Drużyny Mieszanej

### Szermierka
- Emil Fick – floret (nieznany)